# 어룡역 (의정부)
어룡(용현산업단지•LH경기북부지역본부)역(魚龍驛, Eoryong station)은 경기도 의정부시 용현동에 있는 의정부 경전철의 전철역이다. 부역명은 용현산업단지로, 인근에 용현산업단지가 있다.

## 역사
- 2012년 7월 1일 : 의정부 경전철 발곡 ~ 탑석 구간 개통

## 역 구조
2면 2선의 상대식 승강장이 있는 지상역이며, 스크린도어가 설치되어 있다.

#### 승강장
| 곤제↑ |
| \| 상 |
| ↓송산 |

| 상행 | ● 의정부 경전철 | 새말 · 흥선 · 회룡 · 발곡 방면  |
| 하행 | ● 의정부 경전철 | 송산 · 차량기지 임시승강장 방면 |

승강장 번호는 없다.

## 역 주변
- 롯데마트 의정부점
- 고용노동부 의정부지청
- 의정부 용현산업단지
- 정문부장군묘
- 곤제 근린공원
- 오동초등학교
- 충의중학교
- 송현고등학교
- 의정부 송산주공2단지아파트
- 의정부 송산주공3단지아파트
- 의정부 송산주공5단지아파트
- 의정부 송산주공6단지아파트
- 의정부 송산주공7단지아파트

## 인접한 역
| 의정부 경전철       | 의정부 경전철   | 의정부 경전철                      |
| ------------------- | --------------- | ---------------------------------- |
| U122 곤제 발곡 방면 | ● 의정부 경전철 | U124 송산 차량기지 임시승강장 방면 |